# Vaso Butozan
Vaso Butozan (5. prosince 1902 Starčevo, okres Pančevo, Uherské království – 15. května 1974 Záhřeb, Jugoslávie) byl bosenskohercegovský veterinární lékař, politik a akademik srbského původu.

## Život
Narodil se v obci Starčevo v uherské části habsburské monarchie. Gymnázium navštěvoval v Pančevu, posléze se zapsal na studia zvěrolékařství v Záhřebu. V chorvatské metropoli také roku 1931 získal doktorát. Následně obsadil místo odborného asistenta na místní Fakultě veterinárního lékařství a od roku 1933 zastával post ředitele na Veterinárním epidemiologickém oddělení v Banja Luce, načež působil i jako bakteriolog, sérolog, epizootiolog a hematolog. Roku 1939 vstoupil do Komunistické strany Jugoslávie.
Po německé invazi do Jugoslávie na jaře 1941 se připojil ke komunistickému partyzánskému hnutí odporu. Během války pracoval jako sanitární referent v Bosenské krajině a na obdobné pozici v Prvním bosenském sboru, nato vystupoval jako politický komisař, člen Předsednictva ZAVNOBiH a delegát AVNOJ. Od roku 1943 byl členem Oblastního národně osvobozeneckého výboru pro Bosenskou krajinu.
Mezi lety 1949 a 1950 pracoval jako řádný profesor na Zemědělsko-lesnické fakultě v Sarajevu, pak v roce 1950 přešel na nově zřízenou Fakultu veterinárního lékařství. Roku 1949 se stal prvním rektorem právě založené Univerzity v Sarajevu (1949–1950 a znovu 1952–1956), pak i členem Učené společnosti Bosny a Hercegoviny (od 1952, předseda 1959 do 1966), která roku 1966 nakonec přerostla v Akademii věd a umění Bosny a Hercegoviny (předseda od 1966 do 1968). Později byl přijat i do Slovinské akademie věd a umění (dopisujícím členem od 7. února 1967). V poválečné době zasedal v republikovém parlamentu Bosny a Hercegoviny a Svazovém parlamentu Jugoslávie, dále v ÚV Svazu komunistů Jugoslávie a mnoha jiných organizacích.